# شاه‌وردی‌کندی
شاه‌وردی‌کندی یکی از روستاهای استان آذربایجان شرقی است که در دهستان سراجوی شرقی بخش سراجو شهرستان مراغه واقع شده‌است.